# 誘電正接
誘電正接（ゆうでんせいせつ、dissipation factorあるいはLoss tangent）とは、誘電体内での電気エネルギー損失の度合いを表す数値である。
その定義から「タンジェント・デルタ」、あるいは略して「タンデルタ」「タンデル」と呼ぶこともある。
コンデンサ内での電気エネルギー損失の度合いを表す数値として用いられることが多い。コイルにおいて対応する現象として銅損および鉄損がある。

## 概要
理想的なコンデンサの場合、外部から与えられた電荷を損失無く蓄え、そして損失無く放出することが出来る（図１）。
しかし実際のコンデンサでは、電極の抵抗成分や電極間の漏れ電流、誘電体の構成分子の熱振動による抵抗（誘電損）などが存在し、電荷をやりとりする際にエネルギー損失が生じる。
この損失は高周波交流を加えたときに顕著となる。
実際のコンデンサを等価回路で示すと、理想コンデンサ {\displaystyle {\it {C}}} と並列に寄生抵抗 {\displaystyle {\it {R_{\rm {p}}}}} が存在していることになる（図２）。
理想コンデンサに流れる電流を {\displaystyle {\it {I_{\rm {c}}}}}、寄生抵抗に流れる電流(エネルギー損失)を {\displaystyle {\it {I_{\rm {r}}}}} とした場合、
{\displaystyle {\frac {I_{r}}{I_{c}}}={\frac {1}{\omega CR_{p}}}=\tan \delta }
と定義される。これを誘電正接と呼び、{\displaystyle \delta }を損失角と呼ぶ。
また {\displaystyle {\frac {I_{r}}{I_{c}}}} は複素誘電率の実数部と虚数部の比でもある。

## 性能
コンデンサにおいては、誘電正接の数値は小さければ小さいほど良く、高周波特性を大きく決定付ける。
具体的数値としては、良好なもので0.002 - 0.02（周波数1GHzにおいて）の範囲を取る。

## 性能を左右する要素
誘電正接を左右する要素としては、
- 印加する交流の周波数
- 動作時の温度
- 誘電体の材質
- コンデンサの構造
- 湿度

等が挙げられる。
この中でも誘電正接の値は周波数と湿度に大きく依存する。

## 測定
LCRメータで直接、あるいはブリッジ回路を使って測定する。学校での実験実習の場合は後者が多い。複数の周波数において、それぞれの誘電正接を求めるのが一般的である。動作させる周波数が固定の場合はその限りではない。